# Diocèse des Bretagnes

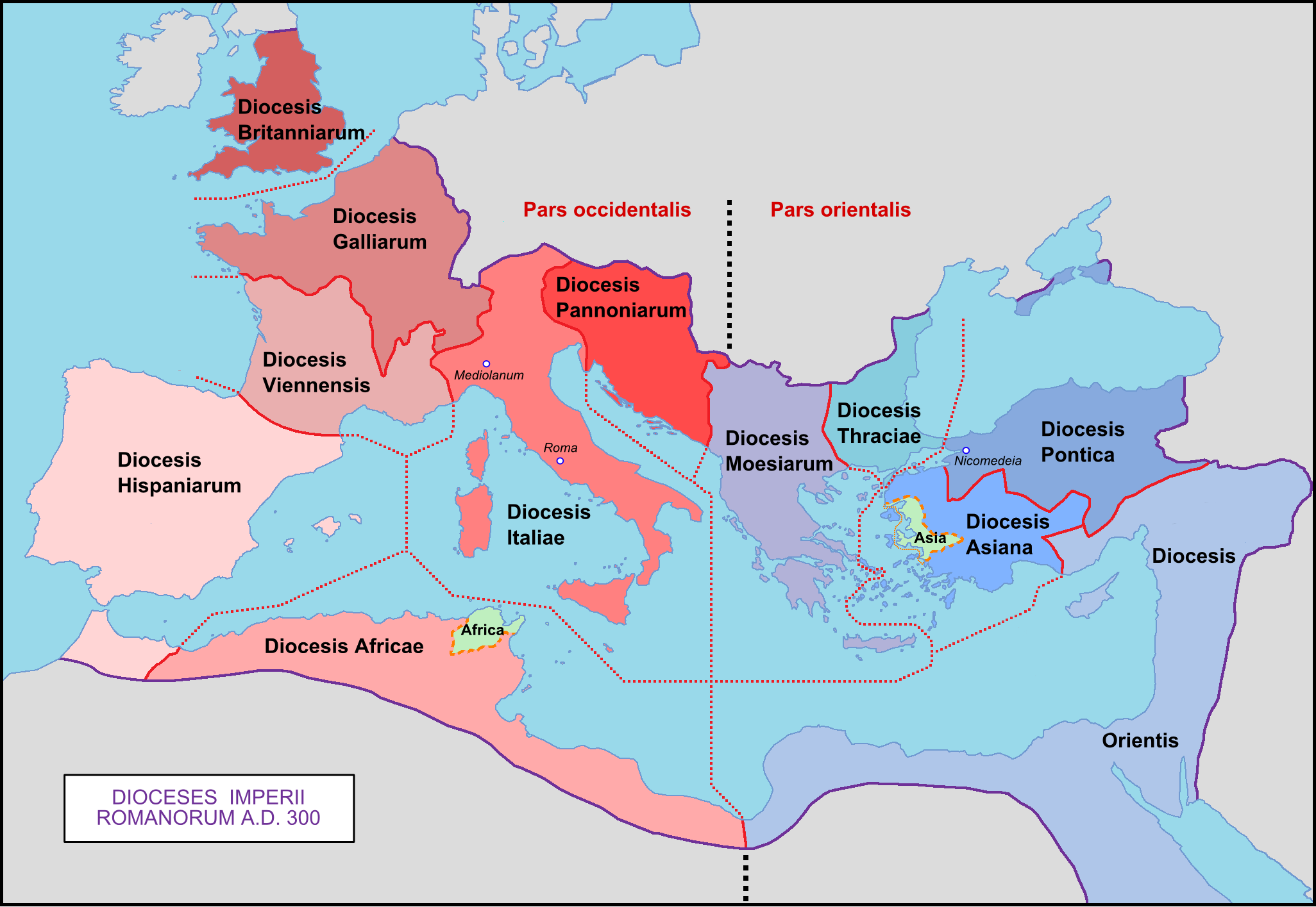
Les diocèses romains d'environ 293 à 337 av. J.-C.

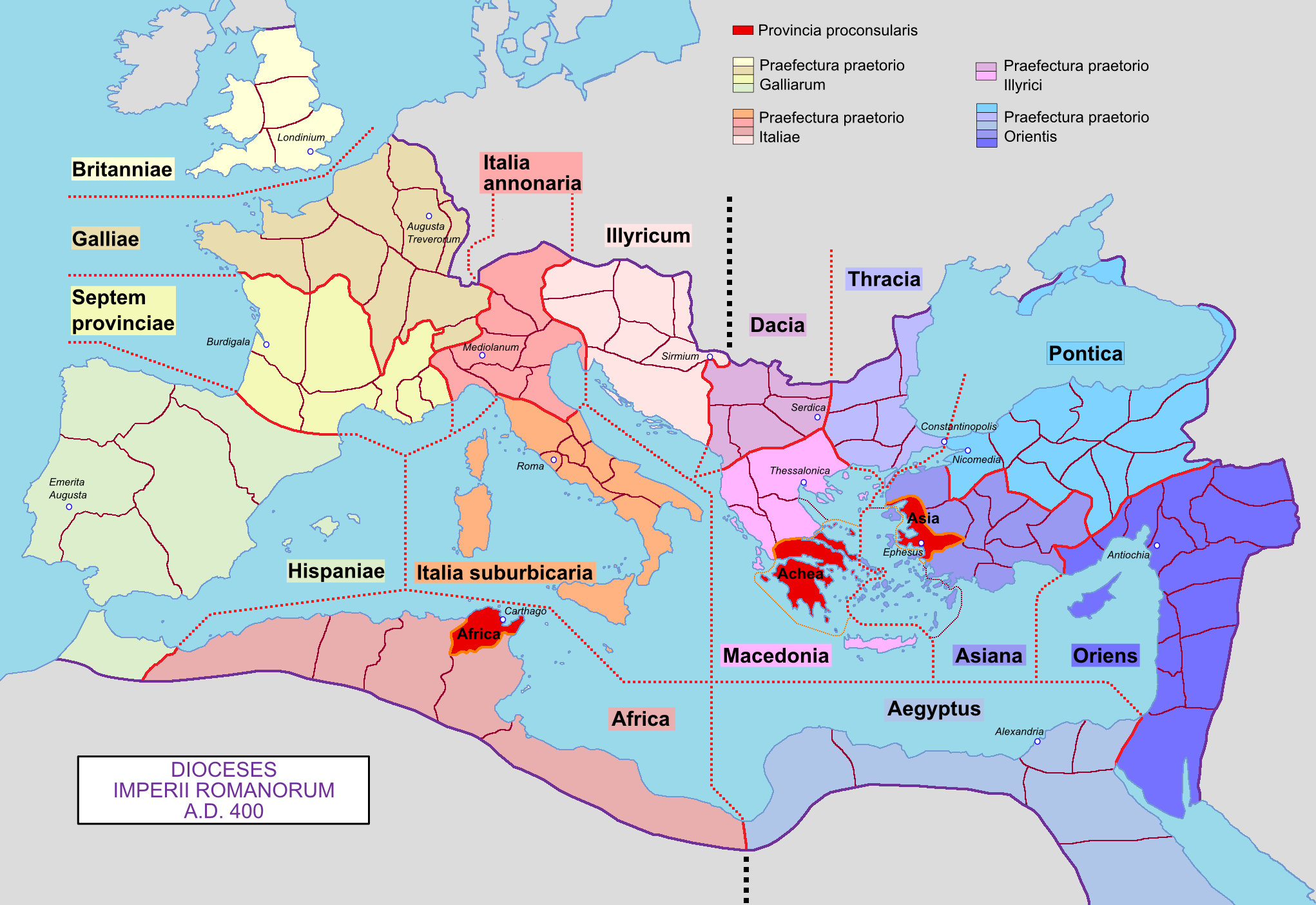
Les diocèses vers l' an 400 (Antiquité tardive).

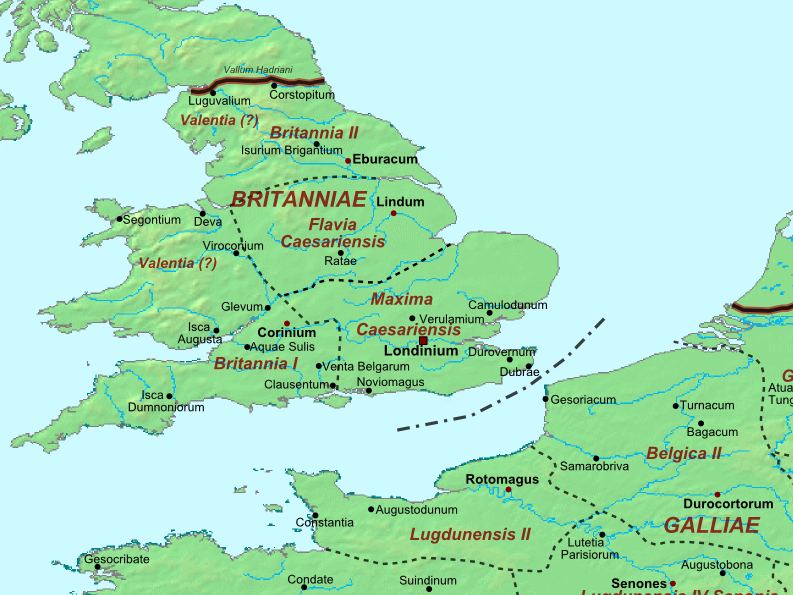
Bretagne romaine vers 400

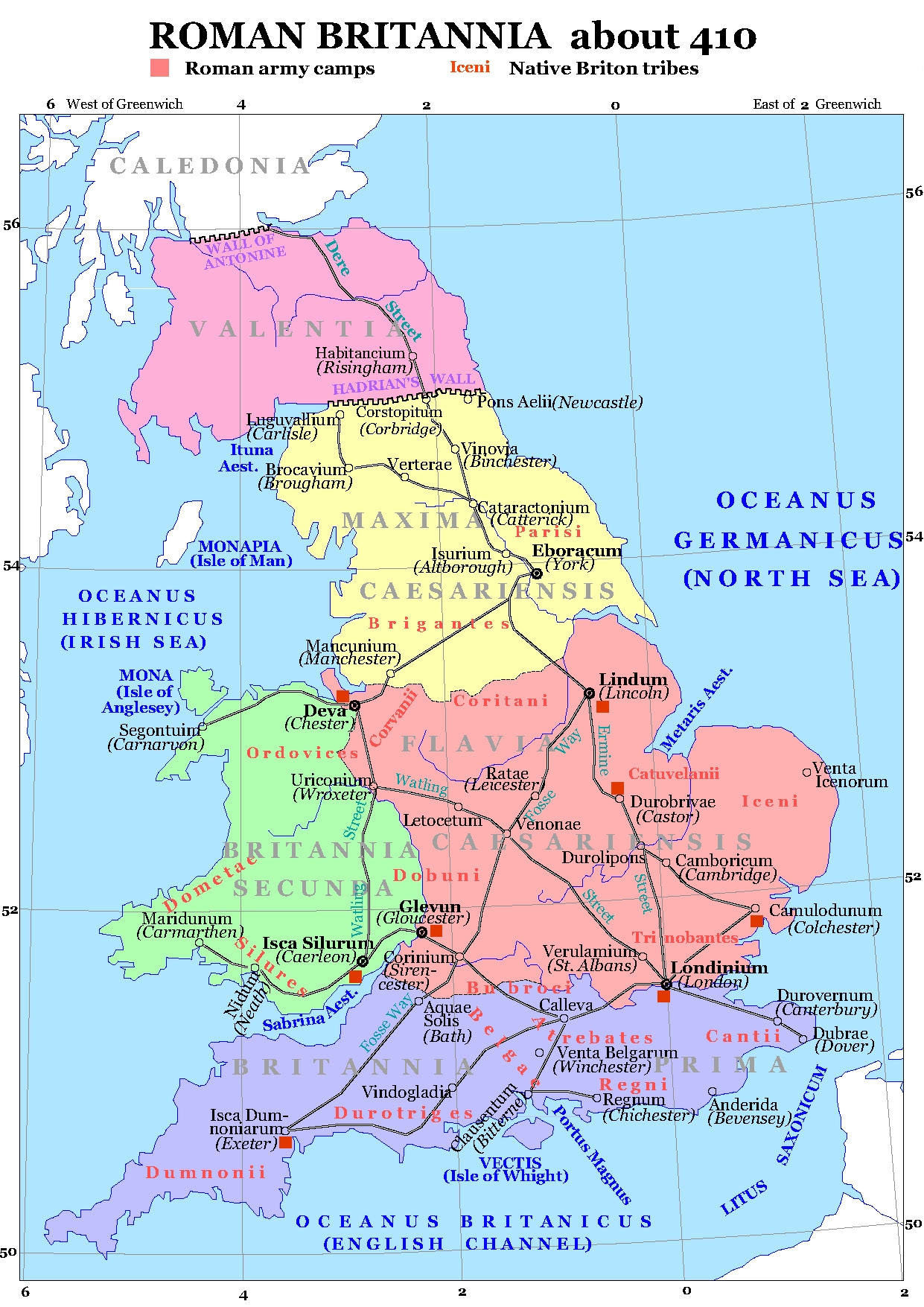
Bretagne romaine en 410

Le diocèse des Bretagnes (latin : Diocesis Britanniarum) était une unité administrative (diocèse) de l'Empire romain dans ce qui est maintenant l'Angleterre et le pays de Galles. Il a existé de 296 à 410 apr. J.-C. Sa ville principale était Camulodunum Londinium .

## Structure du territoire
Le diocèse des Bretagnes comprenait les 4 provinces suivantes :
- Britannia prima, sud-ouest de l'Angleterre et Pays de Galles,
- Britannia secunda, probablement Yorkshire et Nord de l'Angleterre, métropole Eboracum (York),
- Maxima Caesariensis (296-410), capitale probable Londinium (Londres),
- Flavia Caesariensis (296-410), capitale Lindum Colonia (en) (Lincoln).

En 369, après la répression du soulèvement de Valentin par Flavius Theodosius, une cinquième province, Valentia, qui se trouvait peut-être au nord du mur d'Hadrien, fut ajoutée sous l'empereur Valentinien Ier.

## Histoire
La conquête finale de la Grande-Bretagne par Rome a eu lieu en 43 apr. J.-C. À cette époque, l'Empire romain était divisé en 46 provinces . Peu de temps après l'an 197, à la suite de la victoire sur Clodius Albinus, la province de Grande-Bretagne a été divisée en deux sous l'empereur Septime Sévère :
- La Bretagne supérieure ayant pour capitale Londinium, et
- La Bretagne inférieure, ayant pour capitale Eboracum .

Sous Dioclétien, autour de l'an 300, les provinces ont vu leur nombre augmenter (essentiellement par fragmentation de celles existantes) à 101 provinces, qui à leur tour ont été combinées en diocèses. Le chef des diocèses (et des provinces) était le vicaire, adjoint de l'officier civil issu du préfet militaire prétorien après 312. Avec la division de l'Empire romain en 395, la structure des diocèses a été transformée en quatre préfectures, 15 diocèses et 119 provinces. En 409, les provinces britanniques se séparent de Constantin III. Traditionnellement, les années 409/10 sont considérées comme le moment où les dernières troupes régulières de Rome quittent l'île. Il est très probable que cela a principalement affecté l'armée de campagne mobile, alors qu'une grande partie des troupes frontalières sont peut-être restées dans le pays, mais se sont progressivement retirées du nord. Néanmoins, au moins dans des recherches plus anciennes, l'année 410 était considérée comme la « fin » de la Grande-Bretagne romaine. Ce n'est que récemment que cette date a reçu moins d'importance pratique qu'elle ne l'était auparavant [réf. nécessaire].